# Can Yaman
Can Yaman (IPA: /dʒæn jɑːˈmɑːn/; Istanbul, 8 novembre 1989) è un attore e modello turco.

## Biografia
Nato a Istanbul nel quartiere di Suadiye da padre Güven Yaman, di origini kosovare di etnia albanese e da madre Güldem Yaman, una professoressa di lettere di origine kosovare di etnia albanese. Le sue nonne furono coinvolte direttamente nella sua educazione e cura, a causa delle difficoltà finanziarie che i suoi genitori avevano sperimentato. I suoi genitori divorziarono quando lui aveva cinque anni. Ha frequentato il liceo italiano di Istanbul, dove fu notato per essere uno degli studenti più promettenti. Si è laureato al Dipartimento di giurisprudenza dell'Università Yeditepe nel 2012. Dopo sei mesi ha preferito dedicarsi alla sua passione per la recitazione. All'età di 24 anni, Can Yaman scriveva articoli per la sezione fiscale del quotidiano Dunya.
La sua carriera da attore è iniziata nel 2014, ma il successo è arrivato nel 2017 con il ruolo di Ferit Aslan, un ricco uomo d'affari, nella serie televisiva Bitter Sweet - Ingredienti d'amore, insieme a Özge Gürel. I due recitano anche nel 2020 nella serie Mr. Wrong - Lezioni d'amore (Bay Yanlış) in cui Can veste i panni di Özgür Atasoy. Tra il 2018 e il 2019 invece ha interpretato il ruolo del fotografo Can Divit, insieme a Demet Özdemir, nella serie DayDreamer - Le ali del sogno, divenendo popolare. Nel 2018 ha creato una linea di abbigliamento in collaborazione con un'azienda turca, abiti poi indossati nella serie DayDreamer - Le ali del sogno dallo stesso Can Yaman. Nel 2019 è stato eletto uomo dell'anno 2019 dal periodico GQ, edito da Condé Nast.
Ha recitato con Claudia Gerini nella campagna pubblicitaria del 2021 del pastificio abruzzese De Cecco, diretta dal regista Ferzan Özpetek. Nel 2021 Can Yaman ha firmato un contratto come protagonista nel reboot della serie cult degli anni 1980, Sandokan. Nel marzo 2021 Can Yaman è apparso in un cameo nel ruolo del barista Gino nella serie, Che Dio ci Aiuti 6. Il 10 agosto 2021 direttamente dal proprio profilo Instagram, ha annunciato di aver firmato per la serie televisiva italiana Viola come il mare, prodotta Lux Vide in collaborazione con RTI, ispirata al romanzo Conosci l'estate? di Simona Tanzini, edito da Sellerio. Le riprese sono iniziate a settembre 2021 tra Roma e Palermo. Nello show descritto alla stregua di un light crime che amalgama nel racconto elementi di commedia e crime story, Can Yaman interpreta il ruolo del protagonista maschile, l'ispettore capo Francesco Demir, insieme alla protagonista femminile Francesca Chillemi nel ruolo della giornalista Viola Vitale.
Can Yaman ha girato la campagna pubblicitaria intitolata Vieni in Turchia con me che è stata girata per il consolato e l'ambasciata turca per parlare della cultura turca, della storia, delle tradizioni, del cibo e del sostegno alla rinascita del turismo in Turchia. Nell'estate 2021 fonda l'associazione Can Yaman for Children ETS, organizzazione non a scopo di lucro che ha l'obiettivo di affiancare e supportare, in ambito socio sanitario, bambini e adolescenti. In particolare, si occupa di raccogliere fondi da destinare alle strutture ospedaliere affinché possano investirli su attività di interesse sociale, sulla ricerca scientifica e in generale su azioni mirate a garantire un futuro migliore a bambini e adolescenti affetti da gravi malattie o con disabilità di ogni genere.

## Vita privata
Poliglotta, parla cinque lingue: turco, italiano, tedesco, spagnolo e inglese.
È un grande appassionato di calcio e ha da sempre espresso la sua fede per il Beşiktaş.
Suo zio è l'ex calciatore ed allenatore di calcio Fuat Yaman.

## Filmografia

### Televisione
- Gönül İşleri – serie TV, 28 episodi (2014-2015)
- İnadına Aşk – serie TV, 32 episodi (2015-2016)
- Hangimiz Sevmedik – serie TV, 40 episodi (2016-2017)
- Bitter Sweet - Ingredienti d'amore (Dolunay) – serie TV, 26 episodi (2017)
- DayDreamer - Le ali del sogno (Erkenci Kuş) – serie TV, 51 episodi (2018-2019)
- Mr. Wrong - Lezioni d'amore (Bay Yanlış) – serie TV, 14 episodi (2020)
- Che Dio ci aiuti 6 – serie TV, episodio 20 (2021)
- Viola come il mare – serie TV, 24 episodi (2022-2024)
- Il Turco (El Turco) – miniserie TV, 6 episodi (2025)
- Sandokan - serie TV, 8 episodi (2025)

## Doppiatori italiani
Nelle versioni in italiano dei suoi film e delle sue serie TV, Can Yaman è stato doppiato da:
- Daniele Giuliani[23] in Bitter Sweet - Ingredienti d'amore[24], DayDreamer - Le ali del sogno[25], Mr. Wrong - Lezioni d'amore[26], Il Turco

## Riconoscimenti
- E! News TV Scoop TV
  - 2019: Vincitore come Protagonista dell'anno
- 7th GQ Men of the Year Awards
  - 2019: Vincitore come Uomo dell'anno[27]
- Media and Art Awards (Magazinn)
  - 2018: Vincitore come Coppia dell'anno con Demet Özdemir per DayDreamer - Le ali del sogno (Erkenci Kuş)[28]
- Murex d'Or
  - 2019: Vincitore come Miglior attore straniero per DayDreamer – Le ali del sogno (Erkenci Kuş)[29]
- GMA ADHOA Awards 2019
  - 2020: Vincitore come Miglior attore dell'anno per Bitter Sweet - Ingredienti d'amore (Dolunay)
- Pantene Golden Butterfly Awards
  - 2017: Candidatura come Miglior coppia in una serie televisiva con Özge Gürel per Bitter Sweet – Ingredienti d'amore (Dolunay)
  - 2017: Candidatura come Miglior attore in una commedia romantica per Bitter Sweet – Ingredienti d'amore (Dolunay)
  - 2018: Vincitore come Miglior attore in una commedia romantica per DayDreamer – Le ali del sogno (Erkenci Kuş)
  - 2018: Candidatura come Miglior coppia televisiva con Demet Özdemir per DayDreamer – Le ali del sogno (Erkenci Kuş)
  - 2021: Candidatura come Miglior attore in una commedia romantica per Mr. Wrong - Lezioni d'amore (Bay Yanlış)
- Quality Awards
  - 2019: Vincitore come Miglior attore
- Turkey Youth Awards
  - 2019: Vincitore come Miglior attore di serie televisiva per DayDreamer – Le ali del sogno (Dolunay)[30]
- Premios Telenovelas España
  - 2020: Vincitore come Miglior attore straniero
  - 2020: Vincitore come Coppia più appassionata con Özge Gürel per Bitter Sweet – Ingredienti d'amore (Dolunay)
  - 2021: Vincitore come Coppia più appassionata con Özge Gürel per Bitter Sweet – Ingredienti d'amore (Dolunay)
  - 2021: Vincitore come Ragazzo più bello
- PRODU Awards
  - 2020: Candidatura come Miglior attore in una serie straniera per Mr. Wrong – Lezioni d'amore (Bay Yanlış)
- Global Nubia Awards 2021
  - 2021: Candidatura come Attore Globale dell'anno 2021
- Filming Italy Best Movie Awards
  - 2021: Vincitore come Personaggio televisivo dell'anno
- Premios Nova
  - 2022: Vincitore come Miglior coppia con Özge Gürel per Mr. Wrong – Lezioni d'amore (Bay Yanlış)
- Monte-Carlo Film Festival de la Comédie
  - 2022: Vincitore del Premio per la responsabilità sociale – Beneficenza
- Filming Italy Sardegna 2022
  - 2022: Vincitore del Premio Creatività – Beneficenza
- Filming Italy Venezia 2022
  - 2022: Vincitore del Filming Italy Best Movie International Award